# Glemminge kyrka

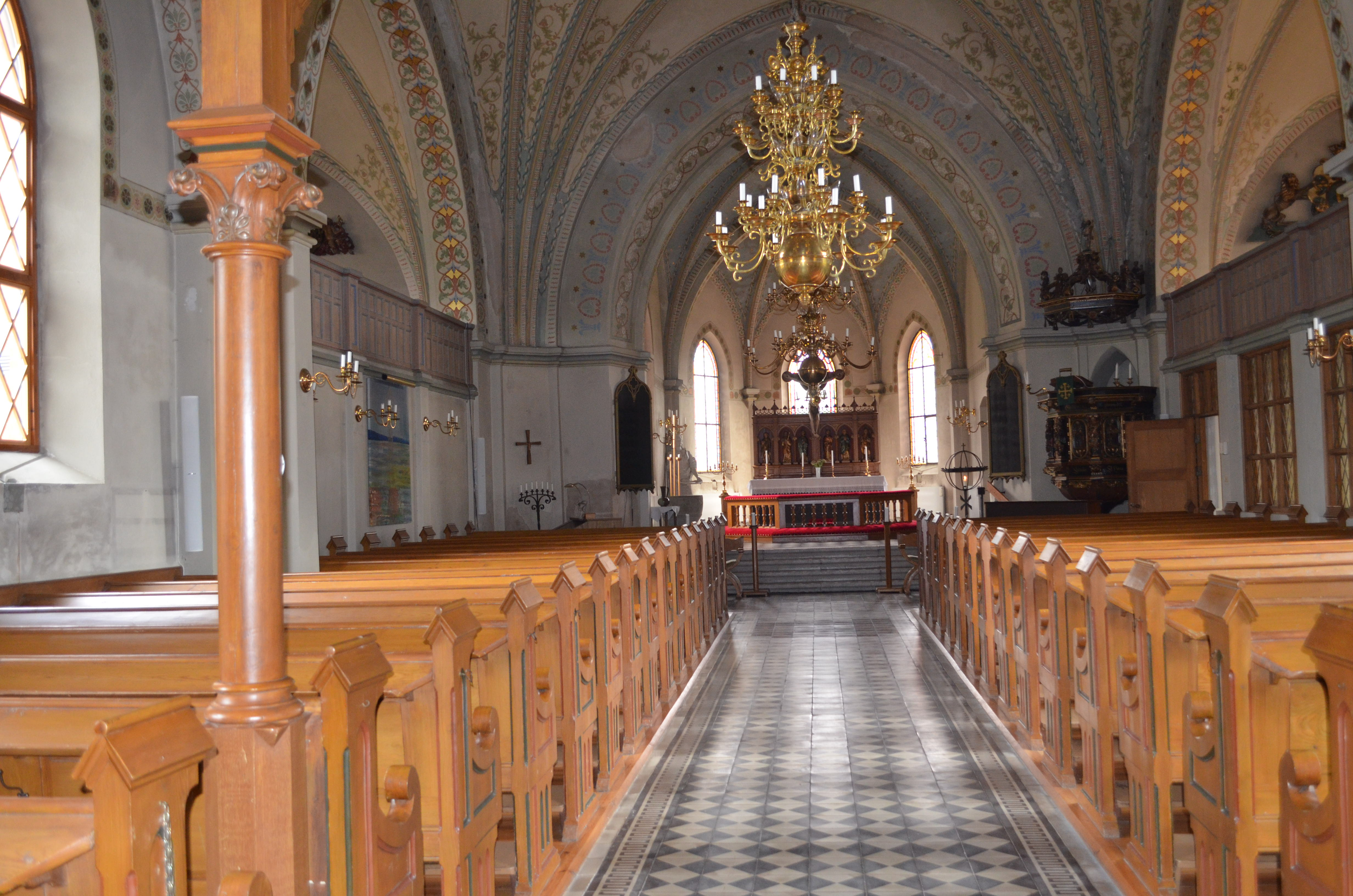
Glemminge kyrkosal

Glemminge kyrka är en kyrkobyggnad i Glemmingebro som tillhör Löderups församling och var tidigare församlingskyrka i Glemminge församling.
Kyrkan är byggd av tegel i nygotisk stil med torn och tresidigt kor. Den är ritad av Peter Boisen och invigdes den 31 juli 1900. Den ersatte då en medeltida kyrkan från 1100-talet som var byggd i romansk stil.
I kyrkan finns en dopfunt i sten från 1100-talet och en nyare i trä från 1739.

## Orgel
- 1855 byggde Johan Lambert Larsson, Ystad en orgel med 10 stämmor.
- Den nuvarande orgeln byggdes 1899 av Johannes Magnusson, Göteborg och är en mekanisk orgel. Orgeln har fasta kombinationer och det finns en gemensam svällare för båda manualerna.

| Manual I      | Manual II     | Pedal      | Koppel   |
| Borduna 16´   | Rörflöjt 8´   | Subbas 16´ | I/P      |
| Principal 8´  | Salicional 8´ | Flöjt 4´   | II/P     |
| Gedakt 8´     | Gemshorn 4'   | Basun 16'  | II/I     |
| Oktava 4'     | Svegel 2'     |            | I 4'/I   |
| Kvinta 2 2/3' | Corno 8'      |            | II 4'/II |
| Oktava 2'     |               |            |          |
| Trumpet 8'    |               |            |          |

## Glemmingestenen

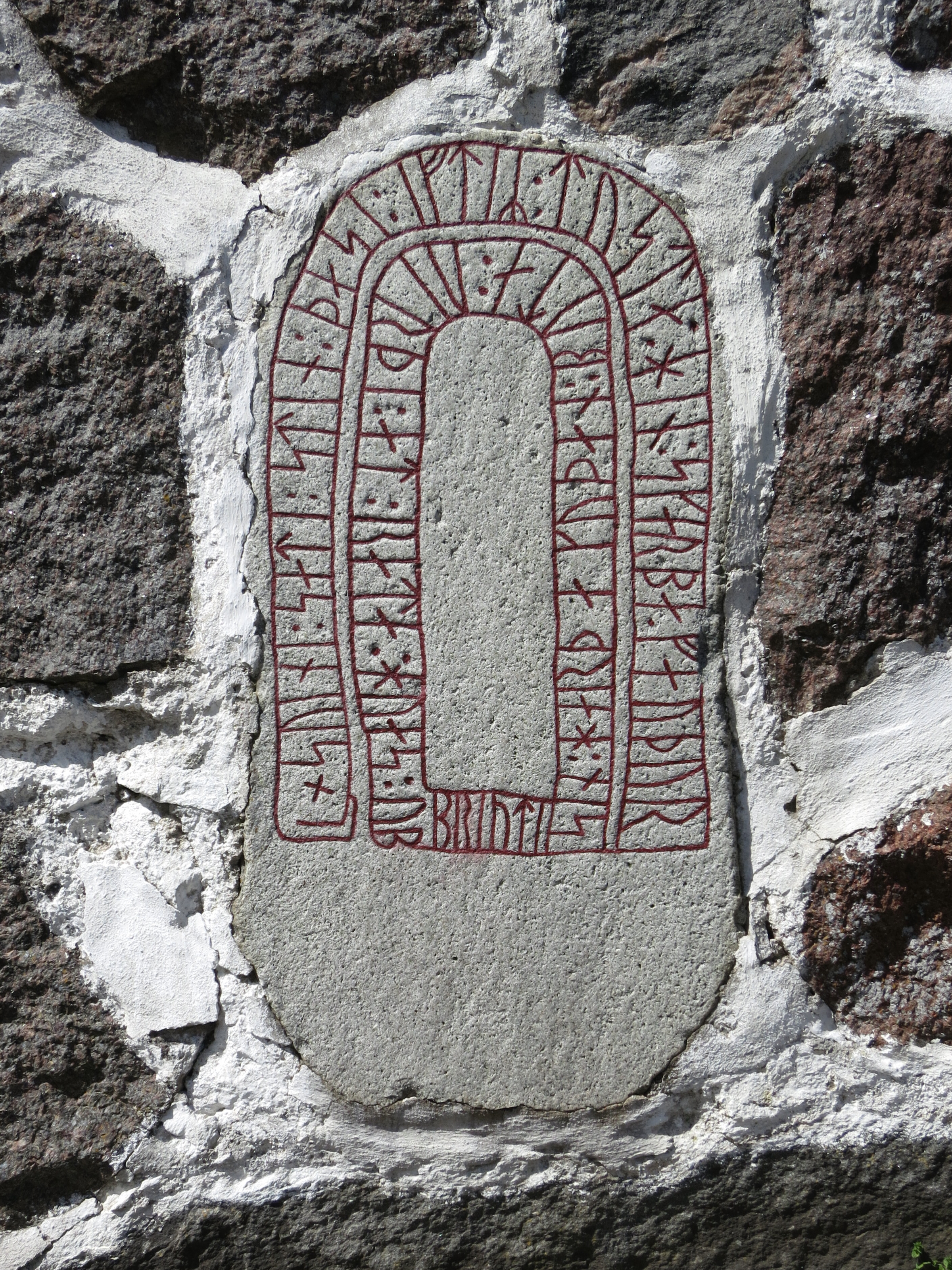
Glemmingestenen DR338

Glemmingestenen är en runsten som är inmurad i den östra delen av kyrkogårdsmuren.